# Британска Девичанска Острва на Светском првенству у атлетици у дворани 2022.
Британска Девичанска Острва су учествовала на 18. Светском првенству у атлетици у дворани 2022. одржаном у Београду од 18. до 20. марта. Репрезентацију Британских Девичанских Острва, на њиховом седмом учешћу на светским првенствима у дворани, представљала су 2 такмичара (1 мушкарац и 1 жена) који су се такмичили у 2 дисциплине (1 мушка и 1 женска).,
На овом првенству такмичари Британских Девичанских Острва нису освојили ниједну медаљу нити су постигли неки резултат.

## Учесници
| Мушкарци: - Рикои Братвејт — 60 м | Жене: - Деја Ериксон — 60 м препоне |

## Резултати

### Мушкарци
| Атлетичар      | Дисциплина | Лични рекорд | Квалификације | Квалификације | Полуфинале     | Полуфинале     | Финале               | Финале               | Детаљи |
| Атлетичар      | Дисциплина | Лични рекорд | Резултат      | Место         | Резултат       | Место          | Резултат             | Место                | Детаљи |
| -------------- | ---------- | ------------ | ------------- | ------------- | -------------- | -------------- | -------------------- | -------------------- | ------ |
| Рикои Братвејт | 60 м       | 6,52 НР      | 6,66(.655)    | 2. у гр. 6    | Није стартовао | Није стартовао | Није се квалификовао | Није се квалификовао |        |

### Жене
| Атлетичарка  | Дисциплина   | Лични рекорд | Квалификације      | Квалификације      | Полуфинале            | Полуфинале            | Финале                | Финале                | Детаљи |
| Атлетичарка  | Дисциплина   | Лични рекорд | Резултат           | Место              | Резултат              | Место                 | Резултат              | Место                 | Детаљи |
| ------------ | ------------ | ------------ | ------------------ | ------------------ | --------------------- | --------------------- | --------------------- | --------------------- | ------ |
| Деја Ериксон | 60 м препоне | 8,48         | Није завршила трку | Није завршила трку | Није се квалификовала | Није се квалификовала | Није се квалификовала | Није се квалификовала |        |